# Haldor Topsoe

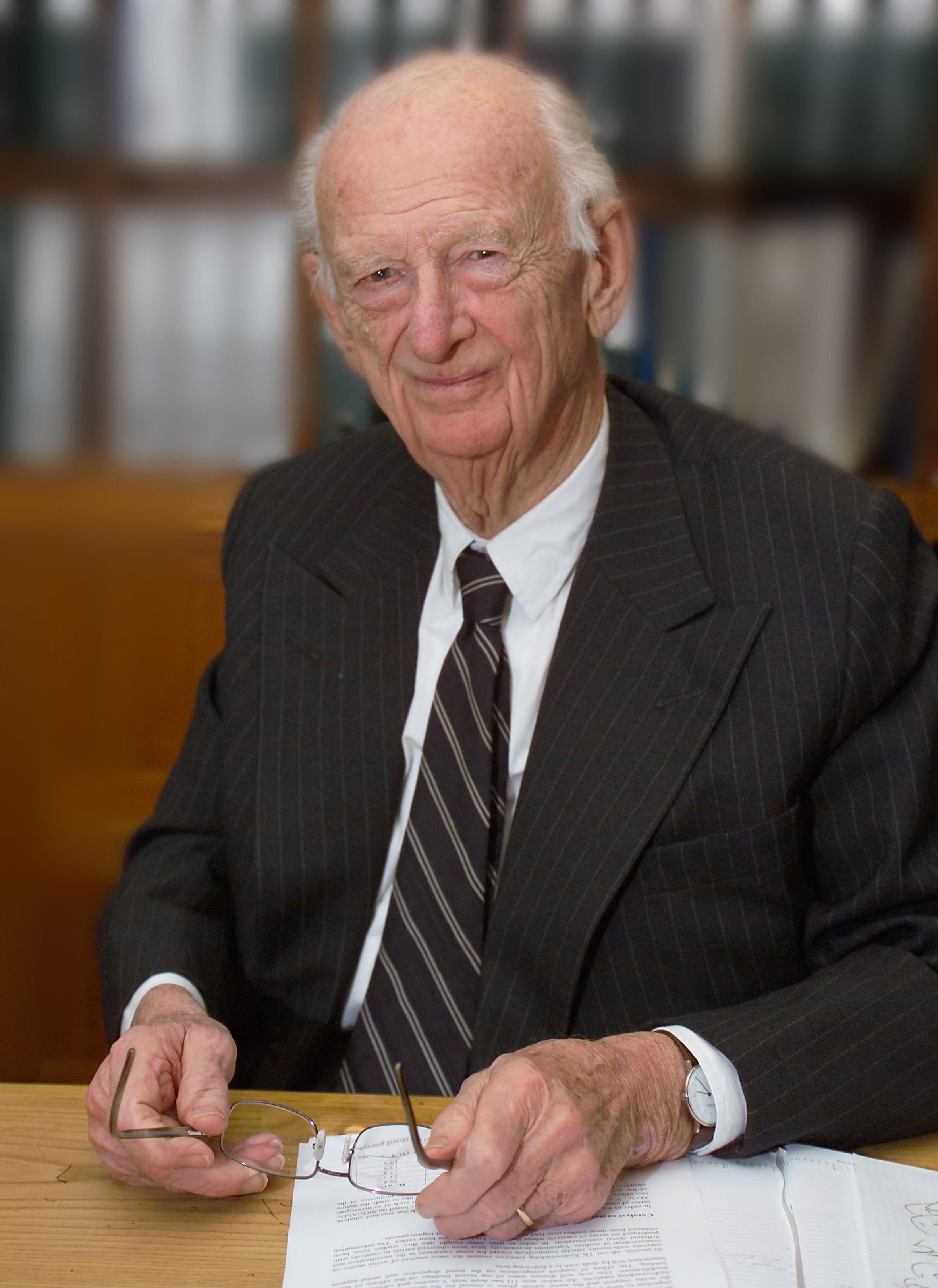
Haldor Topsoe, fondateur de la société. Photo prise en 2008.

Haldor Topsoe est une firme d'ingénierie danoise spécialisée dans les catalyseurs. En 2009, elle est surtout active dans la pétrochimie et la synthèse de l'ammoniac.

## Histoire
La société a été fondée en 1940 par le Dr. Haldor Topsøe. 
En 2009, Perdaman Chemicals and Fertilisers a retenu ses services pour concevoir et construire un site de synthèse d'ammoniac capable de produire jusqu'à 3 500 tonnes d'ammoniac synthétique par jour. Le site sera construit en Australie.
Une partie de ses activités (production de calalyseurs) ont été acquises par le groupe belge Umicore en décembre 2017

## Activités
Haldor Topsoe offre des services de conception, de construction et de démarrage de sites industriels. Elle se spécialise dans les catalyseurs hétérogènes et dans la conception et la construction de sites industriels faisant appel à la catalyse hétérogène (par exemple, la synthèse industrielle de l'ammoniac).
Son siège social est situé à Lyngby, une banlieue au nord de Copenhague, Danemark. Elle possède des filiales en Chine, en Inde, au Japon, en Russie et aux États-Unis.
La fabrication des catalyseurs est réalisée à Frederikssund, Danemark et à Houston, Texas, États-Unis. 